# كولن ويليام رايت
كولن ويليام رايت (بالإنجليزية: Colin William Wright)‏ هو فلاح أسترالي، ولد في 10 أكتوبر 1867، وتوفي في 14 ديسمبر 1952.